# България на Световното първенство по футбол 1994
Националният отбор по футбол на България отбелязва най-голямото постижение на българския футбол, класирайки се на полуфинала на световното първенство през 1994 г.
В груповата фаза българските футболисти остават втори с равни точки с първия Нигерия (но с по-лоша голова разлика и със загуба от тях) и с третия Аржентина (с равна голова разлика, но с победа над Аржентина). В осминафиналите българите отстраняват Мексико с 4:2 след дузпи (1:1 в редовното време и продълженията). На четвърт финала България се изправя срещу световният шампион Германия. След 0:0 в първото полувреме немците повеждат с гол на Лотар Матеус от дузпа. Това не обезкуражава българите и те само за 3 минути в 75-ата и 78-ата повеждат с 2:1 с голове на Христо Стоичков от пряк свободен удар над стената и Йордан Лечков с летящ плонж с глава след центриране. На полуфинала срещу Италия България играе вяло първото полувреме и позволява на Италия да поведе с 2:0 с аналогични голове на Роберто Баджо след успоредни рейдове на вратата от границите на наказателното поле. България се активизира и в края на полувремето Наско Сираков преминава с дрибъл италианската отбрана, считана за най-добра в света, заедно с вратаря Палиука и те го повалят в малкото наказателното поле преди да влезе с топката във вратата. Христо Стоичков вкарва неспасяемо дузпата в долния ляв ъгъл за итаиланския вратар и връща единия гол преди почивката. През второто полувреме българските национали излизат много мотивирани, но италианците успешно им противодействат. В 70-ата минута Алесандро Костакурта играе с ръка в наказателното поле на Италия, но съдията не отсъжда дузпа. Емил Костадинов е спънат в наказателното поле и въпреки основателните протести френският съдия Киню отново не маркира нарушението с дузпа. Така българският отбор е лишен не само от победата, но дори от равния резултат. В крайна сметка мачът завършва със загуба за България с 1:2 и за финала е класирана Италия. В мача за 3-то място българските футболисти са демотивирани и макар че губят от Швеция с 0:4 и остават на 4-то място в крайното класиране, също получават бронзови медали на Световното първенство. Това е най-големият успех на България в историята на футбола.

## Квалификация
| № | Отбор     | М  | П | Р | З | ГР    | ГР  | Т  |
| - | --------- | -- | - | - | - | ----- | --- | -- |
| 1 | Швеция    | 10 | 6 | 3 | 1 | 19:8  | 11  | 15 |
| 2 | България  | 10 | 6 | 2 | 2 | 19:10 | 9   | 14 |
| 3 | Франция   | 10 | 6 | 1 | 3 | 17:10 | 7   | 13 |
| 4 | Австрия   | 10 | 3 | 2 | 5 | 15:16 | -1  | 8  |
| 5 | Финландия | 10 | 2 | 1 | 7 | 9:18  | -9  | 5  |
| 6 | Израел    | 10 | 1 | 3 | 6 | 10:27 | -17 | 5  |

Заб. За победа се начисляват 2 точки, за равенство 1, а за загуба 0.

### Мачове
| Дата             | Стадион               | Домакин   | Резултат | Гост      | Фаза      |
| ---------------- | --------------------- | --------- | -------- | --------- | --------- |
| 12 май 1992      | Хелзинки              | Финландия | 0:3      | България  | 1-ви кръг |
| 9 септември 1992 | „Васил Левски“, София | България  | 2:0      | Франция   | 2-ри кръг |
| 7 октомври 1992  | Солна                 | Швеция    | 2:0      | България  | 3-ти кръг |
| 2 декември 1992  | Тел Авив              | Израел    | 0:2      | България  | 4-ти кръг |
| 14 април 1993    | Виена                 | Австрия   | 3:1      | България  | 5-и кръг  |
| 28 април 1993    | „Васил Левски“, София | България  | 2:0      | Финландия | 6-и кръг  |
| 12 май 1992      | „Васил Левски“, София | България  | 2:2      | Израел    | 7-и кръг  |
| 8 септември 1993 | „Васил Левски“, София | България  | 1:1      | Швеция    | 8-и кръг  |
| 13 октомври 1993 | „Васил Левски“, София | България  | 4:1      | Австрия   | 9-и кръг  |
| 17 ноември 1993  | Парк де Пренс, Париж  | Франция   | 1:2      | България  | 10-и кръг |

### Франция – България
На 17 ноември 1993 г. България играе с Франция на легендарния стадион Парк де Пренс. Два кръга преди края шансовете на България да се класира са минимални, но Израел изненадва Франция и успява да ги победи, така преди финалният сблъсък България е на 3-то място с 12 точки, а Франция на второ с 13. На Франция им трябва победа или равенство за класиране, докато на България ще се класира само при победа над Франция. В 32-рата минута Ерик Кантона отбелязва неспасяем гол във вратата на Борислав Михайлов. Малко след това в 37-а минута Емил Костадинов вкарва изравнителен гол с глава след центриране на Красимир Балъков от корнер. Равенството се запазва и след почивката, когато българите се опитват да вкарат втори гол. Въпреки това френските футболисти успешно противодействат и не позволяват много удари срещу тяхната врата. В края на полувремето Франция прави опасна атака към вратата на Борислав Михайлов, българските защитници успяват да я неутрализират и поемат топката. Десет секунди преди края на редовното време Емил Кременлиев подава топката към върналия се назад Любослав Пенев, който 4 секунди преди края на редовното време с прехвърлящо центриране успява да изведе Емил Костадинов в стрелкова позиция. Костадинов вкарва гол 1 секунда преди края на редовното време. Коментаторите на Канал 1 Николай Колев – Мичмана и Петър Василев крещят от радост заедно с целия български народ. В историята остава репликата на Мичмана „Господ е Българин“ с което той се опитва да опише невероятният обрат в мача. 50 000 французи на стадиона не могат да повярват, че техният национален отбор няма да се класира за световното за сметка на България. Минута след изтичане на редовното време съдията свири край на мача с което България се класира за световното първенство. Цяла нощ хората в България празнуват по улиците невероятния успех. След края на мача френският треньор Жерар Улие подава оставка.
| 17 ноември 1993 |

|             | 1 – 2 |                    |
| ----------- | ----- | ------------------ |
| 32' Кантона |       | Костадинов 37' 90' |

| Парк де Пренс, Париж ~50 000 зрители |

| Франция | България |

| Франция:   |   |            |
|            |   |            |
| В          | ? | Лама       |
| ДЗ         | ? | Десаи      |
| ЦЗ         | ? | Пти        |
| ЦЗ         | ? | Рош        |
| ЛЗ         | ? | Блан       |
| ДП         | ? | Льо Гуен   |
| ЦП         | ? | Дешам      |
| ЦП         | ? | Педрос     |
| ЛП         | ? | Созе       |
| Н          | ? | Папен (к.) |
| Н          | ? | Кантона    |
| Смени:     |   |            |
| ?          | ? | Герен      |
| Н          | ? | Жинола     |
| Треньор:   |   |            |
| Жерар Улие |   |            |

| България:     |    |                   |
|               |    |                   |
| В             | 1  | Михайлов (к.)     |
| ДЗ            | 2  | Кременлиев        |
| ЦЗ            | 3  | Иванов            |
| ЦЗ            | 5  | Хубчев            |
| ЛЗ            | 4  | Цветанов          |
| П             | 10 | Балъков           |
| П             | 11 | Лечков            |
| П             | 6  | Янков             |
| ДН            | 7  | Костадинов        |
| ЦН            | 9  | Любослав Пенев    |
| ЛН            | 8  | Стоичков          |
| Смени:        |    |                   |
| П             | ?  | Боримиров         |
| П             | ?  | Петър Александров |
| Треньор:      |    |                   |
| Димитър Пенев |    |                   |

## Финали

### Група D
| Отбор     | М | П | Р | З | ВГ | ДГ | ГР  | Т |
| --------- | - | - | - | - | -- | -- | --- | - |
| Нигерия   | 3 | 2 | 0 | 1 | 6  | 2  | +4  | 6 |
| България  | 3 | 2 | 0 | 1 | 6  | 3  | +3  | 6 |
| Аржентина | 3 | 2 | 0 | 1 | 6  | 3  | +3  | 6 |
| Гърция    | 3 | 0 | 0 | 3 | 0  | 10 | -10 | 0 |

| 21 юни 1994 12:35 EDT |

| Аржентина                                   | 4 – 0    | Гърция |
| ------------------------------------------- | -------- | ------ |
| Батистута 2', 45', 89' (дузпа) Марадона 60' | (Доклад) |        |

| Фоксбъро Стадиум, Фоксбъро 54 456 зрители Съдия: Артуро Анджелис |

| 21 юни 1994 18:35 CDT |

| Нигерия                            | 3 – 0    | България |
| ---------------------------------- | -------- | -------- |
| Йекини 21' Амокачи 43' Амунеке 55' | (Доклад) |          |

| Котън Боул, Далас 44 132 зрители Съдия: Родриго Бадила |

| 25 юни 1994 16:05 EDT |

| Аржентина        | 2 – 1    | Нигерия |
| ---------------- | -------- | ------- |
| Каниджа 21', 28' | (Доклад) | Сяся 8' |

| Фоксбъро Стадум, Фоксбъро 54 453 зрители Съдия: Бо Карлсон |

| 26 юни 1994 11:35 CDT |

| България                                                  | 4 – 0    | Гърция |
| --------------------------------------------------------- | -------- | ------ |
| Стоичков 5' (дузпа), 55' (дузпа) Лечков 65' Боримиров 90' | (Доклад) |        |

| Солджър Фийлд, Чикаго 63 160 зрители Съдия: Али Бужсаим |

| 30 юни 1994 18:35 CDT |

| България                 | 2 – 0    | Аржентина |
| ------------------------ | -------- | --------- |
| Стоичков 61' Сираков 90' | (Доклад) |           |

| Котън Боул, Далас 63 998 зрители Съдия: Нежи Жуини |

| 30 юни 1994 19:35 EDT |

| Гърция | 0 – 2    | Нигерия                |
| ------ | -------- | ---------------------- |
|        | (Доклад) | Джордж 45' Амокачи 90' |

| Фоксбъро Стадум, Фоксбъро 53 001 зрители Съдия: Лесли Мотрам |

### Осминафинали
| 2 юли 1994 12:00 CDT |

| Германия                    | 3 – 2    | Белгия             |
| --------------------------- | -------- | ------------------ |
| Фьолер 6', 40' Клинсман 11' | (Доклад) | Грюн 8' Алберт 90' |

| Солджър Фийлд, Чикаго 60 246 зрители Съдия: Курт Рьотлисбергер |

| 2 юли 1994 16:35 EDT |

| Испания                                          | 3 – 0    | Швейцария |
| ------------------------------------------------ | -------- | --------- |
| Йеро 15' Луис Енрике 74' Бегиристайн 86' (дузпа) | (Доклад) |           |

| РФК Стадиум, Вашингтон 53 121 зрители Съдия: Марио ван дер Енде |

| 3 юли 1994 12:05 CDT |

| Саудитска Арабия | 1 – 3    | Швеция                        |
| ---------------- | -------- | ----------------------------- |
| Ал-Гешеян 85'    | (Доклад) | Далин 6' К. Андерсон 51', 88' |

| Котън Боул, Далас 60 277 зрители Съдия: Ренато Марсиглия |

| 3 юли 1994 13:35 PDT |

| Румъния                       | 3 – 2    | Аржентина                       |
| ----------------------------- | -------- | ------------------------------- |
| Думитреску 11', 18' Хаджи 58' | (Доклад) | Батистута 16' (дузпа) Балбо 75' |

| Роуз Боул, Пасадина 90 469 зрители Съдия: Пиерлуиджи Пайрето |

| 4 юли 1994 12:05 EDT |

| Нидерландия           | 2 – 0    | Република Ирландия |
| --------------------- | -------- | ------------------ |
| Бергкамп 11' Йонк 41' | (Доклад) |                    |

| Цитрус Боул, Орландо 61 355 зрители Съдия: Петер Микелсен |

| 4 юли 1994 12:35 PDT |

| Бразилия   | 1 – 0    | САЩ |
| ---------- | -------- | --- |
| Бебето 72' | (Доклад) |     |

| Станфорд Стейдиъм, Станфорд 84 147 зрители Съдия: Жуел Кини |

| 5 юли 1994 13:05 EDT |

| Нигерия     | 1 – 2 (пр) | Италия                     |
| ----------- | ---------- | -------------------------- |
| Амунеке 25' | (Доклад)   | Р. Баджо 88', 100' (дузпа) |

| Фоксбъро Стадиум, Фоксбъро 54 367 зрители Съдия: Артуро Бризио Картър |

| 5 юли 1994 16:35 EDT |

| Мексико                 | 1 – 1 (пр) | България    |
| ----------------------- | ---------- | ----------- |
| Гарсия Аспе 18' (дузпа) | (Доклад)   | Стоичков 6' |

| Джайънтс Стадиум, Ийст Ръдърфорд 71 030 зрители Съдия: Джамал Ал Шариф |

|                                    | Дузпи |                                 |
| Гарсия Аспе Бернал Родригес Суарес | 1 – 3 | Балъков Генчев Боримиров Лечков |

### Четвъртфинали
| 9 юли 1994 12:05 EDT |

| Италия                    | 2 – 1    | Испания      |
| ------------------------- | -------- | ------------ |
| Д. Баджо 25' Р. Баджо 87' | (Доклад) | Каминеро 58' |

| Фоксбъро Стадиум, Фоксбъро 53 400 зрители Съдия: Шандор Пул |

| 9 юли 1994 14:35 CDT |

| Нидерландия             | 2 – 3    | Бразилия                          |
| ----------------------- | -------- | --------------------------------- |
| Бергкамп 64' Винтер 76' | (Доклад) | Ромарио 53' Бебето 63' Бранко 81' |

| Котън Боул, Далас 63 500 зрители Съдия: Родриго Бадила |

| 10 юли 1994 12:05 EDT |

| България                | 2 – 1    | Германия           |
| ----------------------- | -------- | ------------------ |
| Стоичков 75' Лечков 78' | (Доклад) | Матеус 47' (дузпа) |

| Джайънтс Стадиум, Ийст Ръдърфорд 72 000 зрители Съдия: Хосе Торес Кадена |

| 10 юли 1994 12:35 PDT |

| Швеция                      | 2 – 2 (пр) | Румъния           |
| --------------------------- | ---------- | ----------------- |
| Бролин 78' К. Андерсон 115' | (Доклад)   | Радучою 88', 101' |

| Станфорд Стадиум, Станфорд 83 500 зрители Съдия: Филип Дон |

|                                                  | Дузпи |                                                     |
| Милд К. Андерсон Бролин Ингесон Р. Нилсон Ларсон | 5 – 4 | Радучою Хаджи Лупеску Петреску Думитреску Белодедич |

### Мач за трето място
| 16 юли 1994 12:35 PDT |

| Швеция                                     | 4 – 0    | България |
| ------------------------------------------ | -------- | -------- |
| Бролин 8' Милд 30' Ларсон 37' Андерсон 40' | (Доклад) |          |

| Роуз Боул, Пасадина 91 500 зрители Съдия: Али Буйсаим |